# Luché-Pringé
Luché-Pringé är en kommun i departementet Sarthe i regionen Pays de la Loire i nordvästra Frankrike. Kommunen ligger i kantonen Le Lude som tillhör arrondissementet La Flèche. År 2022 hade Luché-Pringé 1 524 invånare.

## Befolkningsutveckling
Antalet invånare i kommunen Luché-Pringé
| Referens: INSEE |